# Estación de Takamiya (Shiga)

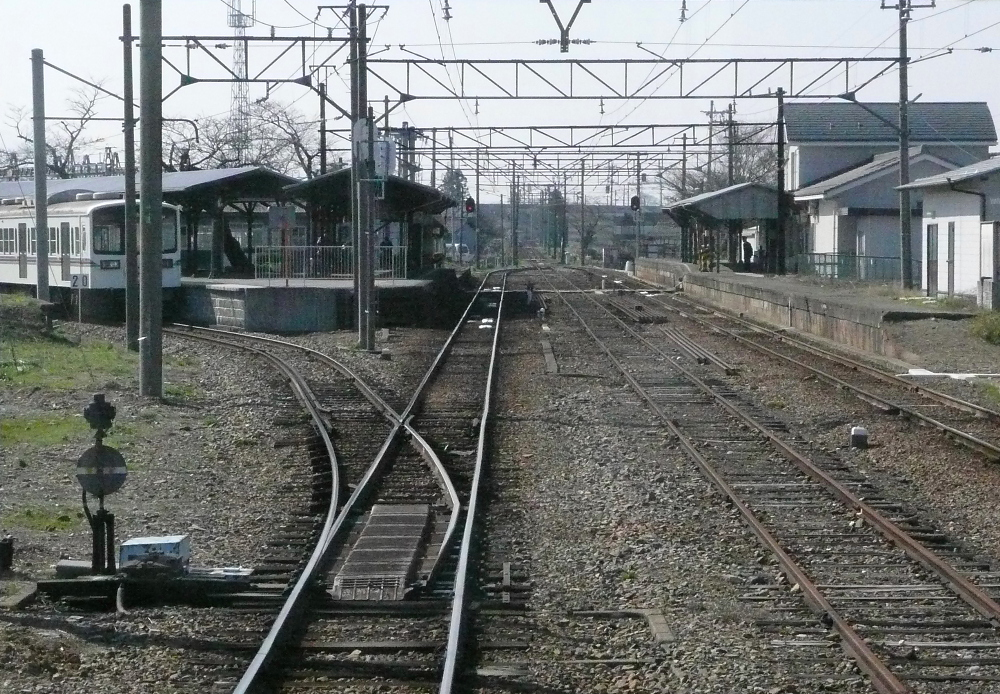
Andenes de la Estación de Takamiya

La Estación de Takamiya (高宮駅 Takamiya-eki?) es una estación de tren localizada en Hikone, Shiga, Japón.

## Líneas
- Ohmi Railway
  - Línea Principal
  - Línea Taga

## Andenes
| Andén | Línea             | Dirección | Procedencia | Destino                          |
| ----- | ----------------- | --------- | ----------- | -------------------------------- |
| 1     | ■ Línea Principal | Norte     | Yōkaichi    | Hikone, Maibara                  |
| 2     | ■ Línea Principal | Sur       |             | Yōkaichi, Kibukawa, Ōmi-Hachiman |
| 3     | ■ Línea Principal | Norte     | Línea Taga  | Hikone, Maibara                  |
| 3     | ■ Línea Taga      | Este      |             | Taga Taisha-mae                  |

## Alrededores
- Escuela Infantil de Takamiya, Hikone
- Escuela Elemental de Takamiya, Hikone
- Ruta 8
- Estación de Takamiya en el Nakasendō

## Estaciones adyacentes
| «                            | «                            | Servicio                     | »                            | »                            |
| Línea Principal Ohmi Railway | Línea Principal Ohmi Railway | Línea Principal Ohmi Railway | Línea Principal Ohmi Railway | Línea Principal Ohmi Railway |
| ---------------------------- | ---------------------------- | ---------------------------- | ---------------------------- | ---------------------------- |
| Hikoneguchi                  |                              | Local                        |                              | Amago                        |
| Servicio rápìdo: Sin parada  |                              |                              |                              |                              |
| Línea Taga de Ohmi Railway   |                              |                              |                              |                              |
| Terminal                     |                              | Local                        |                              | Screen                       |